# Préfecture de Tandjouaré
Pour les articles homonymes, voir Tandjouaré (homonymie).
La préfecture de Tandjouaré est une préfecture du Togo, située dans la région des Savanes.
Son chef lieu est Tandjouaré.  

## Histoire
Tandjouaré est une ville du Togo située dans la région des Savanes.

## Géographie
Elle est située au nord du Togo, entre la préfecture de Kpendjal, au nord et la préfecture de l'Oti, au sud. Elle est limitrophe du Ghana à l'ouest.
Le paysage est formé de savanes quasiment plates.

## Démographie
Sa population estimée (2002) est de 82 000 habitants. La population est formée majoritairement par les ethnies Moba et Peul.

## Économie
Les zones rurales vivent de l'élevage, mais surtout de la culture du coton, et des cultures vivrières du maïs et de l'igname.